# Earthblade
Earthblade — скасована відеогра у жанрі платформера, яку розробляла Extremely OK Games.

## Ігровий процес
Earthblade — це двовимірна відеогра у жанрі метроїдванія. Гравець у ролі персонажа Невоа, який нещодавно повернувся на зруйновану Землю, має пересуватися між платформами, піднімаючись вгору та б'ючись з ворогами. Гра намальована у стилі піксель-арт.

## Історія розробки
Extremely OK Games вперше анонсувала Earthblade у квітні 2021 року, а вже у квітні наступного року розпочала плейтести. Розробники поділилися першими кадрами Earthblade на церемонії The Game Awards 2022. За жанром та художнім стилем Earthblade схожа на попередню гру студії — Celeste, яка вийшла 2018 року. Вихід гри був запланований на 2024 рік. Над грою працювали з 2021 по 2025 рік. Її було скасовано, оскільки власник інтелектуальної власності Celeste мав проблеми з розробкою. Компанія оголосила, що працюватиме над меншими проектами.